# Episodi di Grimm (sesta stagione)
La sesta e ultima stagione della serie televisiva Grimm viene trasmessa in prima visione negli Stati Uniti d'America da NBC dal 6 gennaio 2017.
In Italia la stagione è stata trasmessa in prima visione assoluta su Premium Action di Mediaset Premium dall'8 aprile al 1º luglio 2017 ogni sabato alle 21:15. In chiaro va in onda dal 4 al 17 febbraio 2018 su Italia 2, tutti i sabati e tutte le domeniche dalle 07:10.
| n° | Titolo originale           | Titolo italiano             | Prima TV USA     | Prima TV Italia |
| -- | -------------------------- | --------------------------- | ---------------- | --------------- |
| 1  | Fugitive                   | Fuggiasco                   | 6 gennaio 2017   | 8 aprile 2017   |
| 2  | Trust Me Knot              | Il nodo della fiducia       | 13 gennaio 2017  | 15 aprile 2017  |
| 3  | Oh Captain, My Captain     | Oh Capitano, mio Capitano   | 20 gennaio 2017  | 22 aprile 2017  |
| 4  | El Cuegle                  | L'ospite inatteso           | 27 gennaio 2017  | 29 aprile 2017  |
| 5  | The Seven Year Itch        | Omicidio nel parco          | 3 febbraio 2017  | 6 maggio 2017   |
| 6  | Breakfast in Bed           | Colazione a letto           | 10 febbraio 2017 | 13 maggio 2017  |
| 7  | Blind Love                 | Amore cieco                 | 17 febbraio 2017 | 20 maggio 2017  |
| 8  | The Son Also Rises         | Il ritorno del figlio       | 24 febbraio 2017 | 27 maggio 2017  |
| 9  | Tree People                | La foresta insanguinata     | 3 marzo 2017     | 3 giugno 2017   |
| 10 | Blood Magic                | Incantesimi di sangue       | 10 marzo 2017    | 10 giugno 2017  |
| 11 | Where the Wild Things Were | Dove erano le cose selvagge | 17 marzo 2017    | 17 giugno 2017  |
| 12 | Zerstörer Shrugged         | La Soluzione                | 24 marzo 2017    | 24 giugno 2017  |
| 13 | The End                    | La Fine                     | 31 marzo 2017    | 1º luglio 2017  |

## Fuggiasco
- Titolo originale: Fugitive
- Diretto da: Aaron Lipstadt
- Scritto da: David Greenwalt e Jim Kouf

### Trama
In seguito alla morte di Bonapart e alla pressoché sconfitta del gruppo Artiglio Nero a Portland, i nostri eroi si ritrovano a doversi confrontare con un altro problema: la perseveranza di Renard che, sfruttando la posizione di Sindaco, cerca in ogni modo di sconfiggere Nick attribuendogli le morti degli agenti di polizia del distretto Nord, collusi con Artiglio Nero. Mentre Wu e Hank rientrano al distretto cercando di informare gli altri delle eventuali iniziative di Renard, quest'ultimo riesce a scoprire dove si nasconde il gruppo e mobilita i corpi SWAT per catturarli. Nella concitazione, Monroe informa gli amici che Rosalee è incinta.
- Creature: Blutbad, Fuchsbau, Half-Zauberbiest, Hexenbiest, Eisbiber, Hundjäger, Schakal, Siegbarste
- Citazione d'apertura: "Maybe this world is another planet's hell."
("Forse questo mondo è un inferno di un altro pianeta.")
- Ascolti USA: 4 490 000 telespettatori[2]

## Il nodo della fiducia
- Titolo originale: Trust Me Knot
- Diretto da: John Gray
- Scritto da: David Greenwalt e Jim Kouf

### Trama
Hank e Wu arrestano il capitano Renard cercando di impedire l'irruzione della SWAT nell'officina di Bud, dove si trovano riuniti Nick e gli altri. Ma nonostante il vano tentativo, grazie alla forza misteriosa del legnetto Nick riesce a sopraffare gli agenti e a fuggire nascondendosi in seguito nei tunnel presenti sotto la propria dimora. Successivamente Nick cerca con l'aiuto di Adalind di venire a patti con Renard ma quest'ultimo riesce, grazie alle proprie conoscenze, a far cadere le accuse di omicidio rivoltegli e persiste nella caccia a Nick. Nel frattempo, al negozio di spezie si cerca di studiare il panno che avvolgeva il legnetto sepolto, in quanto Eve vi aveva scorto dei simboli. Diana, la figlia di Adalind, grazie ai propri poteri vi scorge delle precise sequenze di immagini che vengono copiate e a cui si cerca di trovare dei significati.
- Creature: Blutbad, Fuchsbau, Half-Zauberbiest, Hexenbiest, Eisbiber, Drang-Zorn, Hundjäger, Höllentier
- Citazione d'apertura: "Man is not what he thinks he is, he is what he hides."
("L'uomo non è ciò che pensa di essere, è ciò che nasconde.")
- Ascolti USA: 4 240 000 telespettatori[3]

## Oh Capitano, mio Capitano
- Titolo originale: Oh Captain, My Captain
- Diretto da: David Giuntoli
- Scritto da: Thomas Ian Griffith

### Trama
Il capitano Renard, avendo fatto fallire le trame orditegli contro e sicuro di avere ormai il controllo della situazione e della città, chiede anche le dimissioni di Wu e Hank che, loro malgrado, devono rassegnare. Nick con l'aiuto di Eve e Adalind ordisce un piano sottile grazie a un incantesimo che gli fa assumere temporaneamente le sembianze di Renard e in tali panni annuncia pubblicamente il proprio ritiro dalla carica di sindaco, elogiando inoltre , sempre sotto false sembianze, il lavoro encomiabile dei detective al suo servizio. Renard non può fare altro che prendere atto della situazione e raggiunge quindi un accordo con Nick, in base al quale Renard rimane capitano del distretto, Hank, Wu e lo stesso Nick sono riassegnati alle proprie posizioni in seno al distretto e Adalind potrà convivere con Nick.
- Creature: Blutbad, Fuchsbau, Half-Zauberbiest, Hexenbiest, Löwen
- Citazione d'apertura: "You will face yourself again in a moment of terror."
("Ti rivedrai di nuovo in un momento di terrore.")
- Ascolti USA: 4 290 000 telespettatori[4]

## L'ospite inatteso
- Titolo originale: El Cuegle
- Diretto da: Carlos Avila
- Scritto da: Brenna Kouf

### Trama
Nick e Hank, a seguito degli accordi presi con il capitano Renard, ottengono le precedenti posizioni in seno alla centrale di polizia e indagano sul rapimento di un neonato. Il rapitore si rivela essere un Wesen noto come El Cuegle, che afferma di avere visioni del futuro dei bambini e di mangiare solo quelli che cresceranno fino a fare cose veramente terribili. Adalind nel frattempo cerca di gestire al meglio la convivenza con Nick e la condivisione della figlia Diana col padre, il capitano Renard. Eve, senza fissa dimora, rimane nel tunnel per qualche tempo e inizia ad avere percezioni extrasensoriali concernenti il legnetto misterioso riportato dalla foresta nera.
- Creature: El Cuegle,Wesen sconosciuto a due teste
- Citazione d'apertura: "Foretold our fate, by the gods' decree, all heard and none believed the prophecy."
("Predisse il nostro destino, secondo il decreto degli dei, tutti ascoltati e nessuno credette alla profezia.")
- Ascolti USA: 4 280 000 telespettatori[5]

## Omicidio nel parco
- Titolo originale: The Seven Year Itch
- Diretto da: Lee Rose
- Scritto da: Jeff Miller

### Trama
Mentre Nick cerca di capire l'origine e il potere curativo del legnetto, Renard è tormentato dal fantasma di Meisner, che lo perseguita a seguito della propria morte per mano del capitano. Nel frattempo vengono rinvenuti due corpi in un parco, uno di essi morto da poco tempo e un altro rinvenuto decomposto in una buca. A casa di Nick e Adalind, Diana avverte la presenza di Eve nel tunnel e dopo averla recuperata, i nostri scoprono dei misteriosi simboli tracciati sulle pareti del tunnel da Eve, simboli che la stessa Diana disegna nel tempo libero e riconducibili a quelli che aveva in precedenza osservato, grazie ai suoi poteri, sul panno che avvolgeva il legnetto. Nel corso delle indagini, I corpi trovati nel parco si riveleranno collegati al donatore del parco stesso, un Wesen con fattezze da cicala che ogni sette anni si risveglia da un letargo per un giorno e che per il tempo in cui rimane in stasi porta con sé sottoterra un corpo umano per nutrirsene. Renard prova inutilmente a liberarsi del fantasma perseguitante di Meisner.
- Creature: Ataktos Fuse, Taweret
- Citazione d'apertura: "When something itches my dear sir, the natural tendency is to scratch."
("Quando qualcosa prude mio caro signore, la tendenza naturale è quella di grattarsi.")
- Ascolti USA: 4 080 000 telespettatori[6]

## Colazione a letto
- Titolo originale: Breakfast in Bed
- Diretto da: Julie Herlocker
- Scritto da: Kyle McVey

### Trama
Un'aggressione apparentemente senza giustificato motivo conduce i detective a indagare sui frequentatori di un Motel. Nick e Hank scoprono di aver a che fare con un alpe, un Wesen che si nutre di sonno e sembra utilizzare un albergo economico come terreno di caccia. Nel frattempo, studiando i simboli celati sul panno si scopre che essi sono collegati a costellazioni nel cielo e in particolare ad allineamenti planetari che devono ancora verificarsi; se ne evince che il panno traccia un calendario astronomico riguardo a un evento futuro che deve ancora accadere. Renard si dissocia definitivamente dal gruppo dell'Artiglio Nero e per tale motivo il fantasma di Meisner cessa così di perseguitarlo.
- Creature: Alpe, Hundjäger, Wesen simile all'aringa rossa senza nome
- Citazione d'apertura: "Sleep is good, death is better; but of course, the best thing would to have never been born at all."
("Il sonno è buono, la morte è meglio ma naturalmente la cosa migliore sarebbe non essere mai nati.")
- Ascolti USA: 4 000 000 telespettatori[7]

## Amore cieco
- Titolo originale: Blind Love
- Diretto da: Aaron Lipstadt
- Scritto da: Sean Calder

### Trama
È il compleanno di Monroe e Rosalee gli regala un fine settimana in un piacevole albergo in compagnia di tutti gli amici. I divertimenti vengono però guastati da un dipendente della struttura che riconosce in Nick colui che anni prima aveva arrestato il proprio padre e per tale motivo è desideroso di vendetta. Poco prima di raggiungere il gruppo in albergo, Eve e successivamente Nick, da ella informato, vedono nello specchio del bagno una figura terrificante avente le sembianze di un teschio. Adalind, unendosi al gruppo lascia la figlia in compagnia di Renard, a casa del padre. Qui Renard viene a sapere per sommi capi dell'esistenza del tunnel e degli strani simboli che Diana, la figlia, disegna durante il tempo libero. Nel frattempo, il maldestro tentativo di un ex sostenitore di Renard di ricattare quest'ultimo rapendogli la figlia viene rovinosamente vanificato proprio da Diana.
- Creature: Cupiditas
- Citazione d'apertura: "Love looks not with the eyes, but with the mind, And therefore is winged Cupid painted blind."
("Amor non vede con gli occhi, ma d'istinto, ond'esso con la benda vien dipinto".)
- Ascolti USA: 3 920 000 telespettatori[8]

## Il ritorno del figlio
- Titolo originale: The Son Also Rises
- Diretto da: Peter Werner
- Scritto da: Todd Milliner e Nick Peet

### Trama
Le indagini ruotano intorno a un centro di ricerca universitario e a dei medici che nella speranza di far rivivere il figlio di un loro collega, gli trapiantano arti di individui morti da tempo nel corpo martoriato a causa di un incidente. Costui però, riportato in vita come un neo frankenstein, perde il controllo dei propri arti a causa della natura Wesen degli individui a cui sono stati espiantati e cerca di uccidere gli stessi medici che lo hanno operato. Eve nel frattempo ripete l'esperienza dell'immagine nello specchio: questa volta, dopo aver visto una testa di teschio in uno specchio, una mano ne esce cercando di strangolarla. Il capitano Renard intanto chiede a un'amica di effettuare delle ricerche concernenti i disegni che Diana ha disegnato copiandoli mentalmente dal panno medioevale.
- Creature: Huntha Lami Muuaji (gamba sinistra), Pflichttreue (gamba destra), Gelumcaedus (braccio destro), Stangebär (braccio sinistro)
- Citazione d'apertura: "No man chooses evil because it is evil; he only mistakes it for happiness."
("Nessun uomo sceglie il male perché è cattivo, lo scambia solo per la felicità.")
- Ascolti USA: 4 010 000 telespettatori[9]

## La foresta insanguinata
- Titolo originale: Tree People
- Diretto da: Jim Kouf
- Scritto da: Brenna Kouf

### Trama
Con l'aiuto delle facoltà percettive di Diana, i nostri vengono a sapere che oltre gli specchi esiste un altro luogo. Nel bosco due bracconieri vengono aggrediti da una figura non bene definita avente fattezze simili a un albero. Le indagini porteranno a scoprire una creatura che, in simbiosi con il bosco, combatte in modi cruenti coloro che attuano comportamenti impropri ai danni dell'ecosistema. Eva conclude che l'unico modo per capire cosa ci sia dall'altra parte degli specchi sia andarci di persona. Renard viene informato da un'amica a cui aveva chiesto informazioni riguardo ai disegni della figlia, che tutta la vicenda comporta dei seri pericoli e, preoccupato per l'incolumità di Diana, chiede spiegazioni a Nick riguardo all'esistenza del tunnel e dei disegni.
- Creature: Jubokko, Kinoshimobe
- Citazione d'apertura: "In the morning glad I see my foe outstretched beneath the tree."
("Al mattino contento di vedere il mio nemico disteso sotto l'albero.")
- Ascolti USA: 4 230 000 telespettatori[10]

## Incantesimi di sangue
- Titolo originale: Blood Magic
- Diretto da: Janice Cooke
- Scritto da: Thomas Ian Griffith

### Trama
Eve, al negozio di spezie, si fa prestare da Adalind i libri di magia e incantesimi della defunta madre Hexenbiest al fine di trovare un modo per combattere la visione degli specchi, lo skull guy, e ucciderlo, Le indagini dei detective riguardano alcune aggressioni in città che, dalle modalità, sembrano coinvolgere dei Wesen, che siano aggrediti o aggressori. Ulteriori indagini portano a un uomo che, per tutelare la comunità Wesen, pone fine alla vita di coloro che soffrono di demenza senile e Rosalee e Monroe, al corrente ed essi stessi favorevoli a questa pratica, sono inizialmente reticenti a rivelare all'amico Nick i dettagli di questi coinvolgimenti. Eve nei libri di magia trova un incantesimo che le consente di aprire la invisibile porta che separa la realtà dall'altro luogo e attraversare lo specchio in casa di Monroe e Rosalee.
- Creature: Gevatter Tod
- Citazione d'apertura: "Nothing, they say, is more certain than death, and nothing more uncertain than the time of dying."
("Nulla, dicono, è più sicuro della morte, e nulla di più incerto del tempo della morte".)
- Ascolti USA: 3 950 000 telespettatori[11]

## Dove erano le cose selvagge
- Titolo originale: Where the Wild Things Were
- Diretto da: Terrence O'Hara
- Scritto da: Brenna Kouf

### Trama
Monroe e Rosalee, rientrati a casa, trovano uno dei libri di magia consultati da Eve aperto e lo specchio in soggiorno spostato. Intuendo cosa possa essere successo avvisano Nick e Adalind che, con Diana, li raggiungono a casa loro. Qui Nick decide di provare a usare il potere del legnetto per aprire il portale tra i due mondi e attraversa anch'egli lo specchio, raggiungendo Eve dall'altra parte. Trovano un mondo parallelo simile al nostro ma ancora arretrato a un'epoca pre-medioevale; qui i Wesen, in Woge permanente, predominano sugli esseri umani che vivono circoscritti in piccoli villaggi rurali, vengono considerati carne che cammina dai Wesen e per tale motivo cacciati come cibo. A casa, il gruppo pur con una certa riluttanza si accorda per coinvolgere Renard, nella speranza che abbia informazioni che possano fare tornare Nick ed Eve da quel luogo e lo aggiornano sulle chiavi e il tesoro seppellito dai cavalieri Grimm templari, sul panno e sul potere curativo del legnetto. Renard, contattando un'amica esperta in antiche storie e leggende li mette al corrente di una profezia riscontrabile in molte culture ancestrali: l'arrivo di un'entità malvagia che avrebbe come scopo la ricerca di una sposa, la cosiddetta Shaphat, la sposa bambina, identificata in Diana. Si prodigano quindi consultando i libri per trovare delle soluzioni che possano contrastare questa profezia. Dall’altra parte intanto Nick e Eve incontrano un piccolo accampamento abitato da umani piuttosto primitivi che parlano un tedesco antico e, conversando, comprendono che la testa di teschio, chiamata Zerstörer (il distruttore) risiede lì vicino in quella che i villani chiamano Schwarzwald, analoga alla foresta nera del nostro mondo, e si fanno condurre nelle sue vicinanze. Giungono al centro di un complesso circolare di grosse pietre simile a Stonehenge, su una delle quali è incisa la simbologia riportata sul panno e, nel cielo, la costellazione delle Pleiadi raffigurata sempre sul panno, splende luminosa. Nel mentre, il terreno trema, si odono dei passi imponenti e compare Zerstörer, con in mano una verga che fa trasparire notevoli poteri.
- Creature: Coyotl, Shakal, Blutbad, Bauerschwein, Hundjäger, Klaustreich, Mauzhertz, Zerstörer
- Guest star: Torsten Voges (Leader del villaggio oltre lo specchio), Alla Korot (Dasha Karpushin, amica di Renard), Hannah R. Loyd (Diana)
- Citazione d'apertura: "Hell is empty and al the devils are here."
("L'inferno è vuoto e tutti i diavoli sono qui.")
- Ascolti USA: 3 960 000 telespettatori[12]

## La Soluzione
- Titolo originale: Zerstörer Shrugged
- Diretto da: Aaron Lipstadt
- Scritto da: David Greenwalt e Jim Kouf (soggetto); Brenna Kouf (sceneggiatura)

### Trama
Nick ed Eve cercano, dall'altra parte, di non soccombere alle minacciose intenzioni che Zerstörer manifesta alla loro comparsa. Nel frattempo Adalind, Renard e Monroe cercano nei libri un modo per aprire il portale oltre lo specchio per recuperare i due amici. D'altro canto anche Rosalee, Hank e Monroe al negozio di spezie, consultando antichi testi e collegando profezie, simboli e le evidenze del calendario astronomico tracciato sul panno, intuiscono che Nick ed Eve sono stati attirati dall'altra parte proprio da Zerstörer affinché costui possa, successivamente, attraversare il portale per giungere al di qua. Ma prima che riescano ad avvisare Monroe, Diana, che aveva ascoltato i loro discorsi, apre il portale facendo uso del legnetto. Nick ed Eve vengono risucchiati al di qua e poco dopo vengono seguiti da Zerstörer, riuscito nell'intento di attraversare il portale e giungendo così a Portland. Il gruppo, consapevole del fatto che Zerstörer è a Portland e sta cercando Diana, nasconde costei in una piccola casa nel bosco, casa che fu teatro della prima indagine investigativa di Nick allorquando prese consapevolezza delle proprie peculiarità di Grimm. Insieme a lei, nella capanna, rimangono Adalind e Renard. Nick, Hank e gli altri cercano intanto di rintracciare o trovare il modo per contrastare Zerstörer che nel frattempo uccide chi, suo malgrado, si interpone sulla sua strada apparentemente senza meta. Eve e Rosalee, al negozio di spezie consultando i libri antichi scoprono che il legnetto è parte di un bastone più grande e Zerstörer in realtà sta proprio cercando di impossessarsene per trarre beneficio dal grande potere che ne conseguirebbe. Informano così Nick della loro ricerca che le raggiunge al negozio dove nel frattempo era giunta anche Trouble che viene anch'ella ragguagliata degli ultimi accadimenti. Successivamente Nick torna al distretto di polizia dove, con Hank e Wu si prepara per cercare e uccidere Zerstörer, ma costui, improvvisamente, fa irruzione alla centrale di polizia uccidendo tutti gli agenti presenti, inclusi Hank e Wu.
- Creature: Zerstörer
- Guest star: Jaqueline Toboni (Truble), Wil Traval (Zerstörer), Hannah R. Loyd (Diana), Robert Blanche (Sgt. Franco)
- Citazione d'apertura: "You shall break them with a rod"
("Li spezzerai con una verga.")
- Ascolti USA: 4 140 000 telespettatori[13]

## La Fine
- Titolo originale: The End
- Diretto da: David Greenwalt
- Scritto da: Jim Kouf e David Greenwalt

### Trama
Nick cerca di salvare Hank e Wu utilizzando il legnetto, fallendo miseramente. Nick decide di mandare Truble a proteggere Renard, Adalind, Diana e Kelly, intanto lui torna al negozio di spezie dove Zerstörer uccide Eva. Una volta arrivati tutti alla capanna Rosalee prepara una speciale pozione, La Force du sang composta dal sangue di un Grimm, una Hexenbiest e di un Wesen. La pozione però si rivela inutile e Zerstörer uccide tutti, a esclusione di Nick. Zerstörer riporta in vita Truble, e in cambio del legnetto promette a Nick di riportare tutti gli altri in vita. Nick decide di accettare ma Truble cerca di impedirglielo, senza successo. I Fantasmi della madre e della zia di Nick lo convincono a lottare e insieme a loro e a Truble riescono a sconfiggere Zerstörer. Nick capisce che, così come Zerstörer aveva riportato in vita Truble a parziale baratto con il legnetto, può essere in grado di riportare in vita tutti coloro che erano stati uccisi dal distruttore. Nel mentre, le ceneri di Zerstörer 
si compattano aprendo un portale che conduce Nick dall'altra parte al momento in cui era uscito dallo specchio. Porta con sé il bastone appartenuto allo Zerstörer.
Venti anni dopo, un giovane Kelly è in una roulotte intento a narrare sul libro dei Grimm la epica storia di come il padre e quella che si scoprirà lontana cugina, Truble, insieme alle presenze della madre e della zia defunta, hanno sconfitto il temibile Zerstörer e salvato il mondo dall'oscurità. Nel mentre Diana entra nella roulotte per chiamarlo e andare, insieme ai 3 gemelli figli di Rosalee e Monroe, a dare la caccia a un Wese'.
Creature: Zerstörer
- Guest star: Jaqueline Toboni (Truble), Wil Traval (Zerstörer), Hannah R. Loyd (Diana), Robert Blanche (Sgt. Franco), Kevin Joy (Kelly adulto), Nicole Steinwedell (Diana adulta)
- Citazione d'apertura: "Thy rod and thy staff they comfort me"
("La tua verga e il tuo bastone mi confortano.")
- Ascolti USA: 4 330 000 telespettatori[14]